# یانگ هیون سوک
یانگ هیون-سوک (کره‌ای: 양현석؛ زادهٔ ۹ ژانویه ۱۹۷۰) رپر، رقصنده، ترانه‌سرا و تهیه‌کننده موسیقی اهل کره جنوبی است. او در دههٔ ۱۹۹۰، به عنوان یکی از اعضای گروه سو ته‌جی اند بویز به شهرت رسید. پس از دیسبند شدن این گروه، او وای‌جی انترتینمنت، یکی از بزرگ‌ترین کمپانی‌های موسیقی در کره جنوبی، را بنیان‌گذاری کرد و مدیر عامل اجرایی آن شد.